# Samlandbahn AG
De Samlandbahn AG was een Duitse spoorwegenmaatschappij uit Oost-Pruisen vernoemd naar het schiereiland Samland waar de maatschappij actief was. De maatschappij werd op 13 april 1899 opgericht door Lenz & Co GmbH, een verkeersmaatschappij uit Stettin. 
De eerste trein, die op normaalspoor reed, vertrok op 14 juli 1900 in het Samlandstation in het noorden van Koningsbergen naar het noordwesten door het Samland richting Marienhof. Vanaf 1 oktober 1900 ging in Marienhof een spoor verder naar Fischhausen, uitgebaat door de Fischhausener Kreisbahn. Vanaf 21 januari 1901 ging de trein in noordelijke richting verder naar de Oostzeekust richting Neukuhren. Van hieruit spoorde de Königsberg-Cranzer Eisenbahngesellschaft (KCE) verder in het oosten richting Cranz. Vanaf 1928 werkte de Samlandbahn nauw samen met de KCE en beiden gebruikten het noordstation in Koningsbergen. 
In de westelijke richting spoorde de Samlandbahn tot in Rauschen op zo'n 1600 meter van de kust. Het eindstation lag in Warnicken op 45 km van het vertrekpunt. Tussen Rauschen en Warnicken kwam in 1906 een afsplitsing van 2 km om de bezoekers nog dichter naar het strand te brengen. 
De uitbreiding van het netwerk was al jaren gepland en er zou een spoorlijn langs de hele kust moeten komen. Bij het uitbreken van de Tweede Wereldoorlog ontbrak nog een laatste verbindingsstuk van 5 km tussen Warnicken en Groß Dirschkeim.
Vanaf 1 april 1932 beschikte de Samlandbahn ook over een busbedrijf met 6 lijnen over een lengte van 142 kilometer. 
Tegenwoordig is het gebied Russisch. Het spoor Koningsbergen-Rauschen is bewaard gebleven en wordt nog steeds gebruikt.